# Кай Веґнер
Кай Веґнер (нім. Kai Wegner; нар. 15 вересня 1972) — німецький політик (ХДС). Керівний бургомістр Берліну з 27 квітня 2023 року.
З листопада 2021 року Веґнер є членом Палати представників Берліна, де з 2021 по 2023 рік він був головою парламентської групи ХДС Берлін, і як такий лідер опозиції. З 2005 року був депутатом німецького Бундестагу. З травня 2019 року він також є головою берлінської ХДС.